# Stadion Międzynarodowy Szeich Chalifa
Stadion Międzynarodowy Szeich Chalifa (arab. ملعب الشيخ خليفة الدولي) – wielofunkcyjny stadion w Al-Ajn, w Zjednoczonych Emiratach Arabskich. Pojemność stadionu wynosi 16 000 widzów. Został otwarty w 1996 roku. Swoje mecze rozgrywała na nim drużyna Al-Ain FC, jednak na początku 2014 roku przeniosła się na nowo otwarty Hazza Bin Zayed Stadium. Na obiekcie rozegrano m.in. część spotkań młodzieżowych Mistrzostw Świata 2003 oraz Mistrzostw Świata U-17 2013.